# Erin Sanders
Erin Zariah Sanders (Santa Mônica, 19 de janeiro de 1991), mais conhecida como Erin Sanders, é uma atriz norte-americana. Seu papel mais notável é o de Quinn Pensky, no programa de TV Zoey 101, da Nickelodeon. Também atuou no elenco recorrente em Big Time Rush com o papel de Camille, e ela apareceu como Chris em Melissa and Joey da ABC Family e estrelou o filme Guilty at 17, que estreou na Lifetime.

## Vida e carreira
Erin Sanders nasceu em Santa Mônica, Califórnia. Ela começou atuando com 9 anos, depois de ser descoberta por um agente ao vender biscoitos Girl Scout. Desde então, ela já atuou em diversos curtas-metragens e coestrelou vários programas de TV, como Mad Men, Weeds, The Mentalist, Castle, Carnivàle, 8 Simple Rules, Ugly Betty, Judging Amy, Strong Medicine e American Dreams, e em um comercial da T-Mobile com Catherine Zeta-Jones e um comercial da SBC com Joe Pesci.[carece de fontes?]
Aos 13 anos, ela começou seu papel como Quinn Pensky na série de televisão da Nickelodeon, Zoey 101. Durante todas as quatro temporadas, Sanders interpretou o gênio da ciência residente na Pacific Coast Academy e colega de quarto de Zoey (interpretado por Jamie Lynn Spears). Seguindo Zoey 101, Sanders trabalhou por vários meses em The Young and the Restless, da CBS, interpretando Eden Baldwin, filha de Michael Grossman.
Em 2009, ela estrelou em Big Time Rush como Camille. Ela também fez o papel principal na série "Bikini Girls" com Katrina Darrell, Mariah Buzolin e Kelly Kelly.[carece de fontes?]
Em 2014, Sanders desempenhou o papel de Chris na terceira temporada da comédia da ABC Family, Melissa and Joey. Ela teve papéis especiais em muitas outras séries de televisão, incluindo Mad Men, Weeds, Castle, The Mentalist e CSI: Miami. Sanders também teve papéis em vários filmes independentes e desempenhou o papel principal de Traci em Guilty at 17, que estreou na Lifetime em 2014.[carece de fontes?]
Em 2020, ela apareceu em um episódio da série de comédia de esquetes da Nickelodeon, All That, em um esquete com muitas de suas coestrelas de Zoey 101. Em 12 de janeiro de 2023, Jamie Lynn Spears anunciou que a produção de uma sequência de filme havia começado, intitulada Zoey 102, com estreia prevista para 2023 na Paramount+, com os membros do elenco da série original Spears, Sanders, Sean Flynn, Christopher Massey e Matthew Underwood reprisando seus papéis em Zoey 101. O filme foi lançado em 27 de julho de 2023 na Paramount+.
Ela também trabalha como instrutora de ioga e meditação e ministra aulas pelo Zoom.

## Vida pessoal
Sanders afirmou que ela é judia. Ela é bissexual. Em 2023, ela está namorando o produtor musical Adam Johan, de acordo com a revista People. Em 10 de outubro de 2024, Sanders revelou que ela e Johan se casaram em 17 de setembro de 2024.

## Filmografia

### Televisão
| Ano       | Série/Filme                | Papel              |
| --------- | -------------------------- | ------------------ |
| 2002      | Apple Valley Knights       | Molly Knight       |
| 2002      | American Dreams            | Jenny McMullen     |
| 2003      | Judging Amy                | Janice Witherspoon |
| 2003      | Strong Medicine            | Paige Jackson      |
| 2003      | Carnivàle                  | Irina              |
| 2005      | 8 Simple Rules             | Riley              |
| 2005-2008 | Zoey 101                   | Quinn Pensky       |
| 2006      | Recesso de Primavera       | Quinn Pensky       |
| 2007      | A maldição da PCA          | Quinn Pensky       |
| 2008      | Adeus, Zoey                | Quinn Pensky       |
| 2008      | Procurando Zoey            | Quinn Pensky       |
| 2008      | The Young and the Restless | Eden Gerick        |
| 2008      | Ugly Betty                 | Bitchy Captain     |
| 2009      | Castle                     | Rosie Freeman      |
| 2009      | Mad Men                    | Sandy              |
| 2009      | Weeds                      | Danielle/Pinky     |
| 2009-2013 | Big Time Rush              | Camille            |
| 2010      | The Mentalist              | Isabel Seberg      |
| 2011      | CSI Miami                  | Megan              |
| 2014      | Melissa and Joey           | Chris              |

### Filmes
| Ano  | Título                      | Papel                 |
| ---- | --------------------------- | --------------------- |
| 2001 | Art of Love                 | Young Veronica        |
| 2002 | Never Never                 | Little Girl           |
| 2004 | Slightly Thicker Than Water | Little Girl In Dinner |
| 2008 | Zoey 101: Behind the Scenes | Quinn Pensky          |